# Christopher Hatton

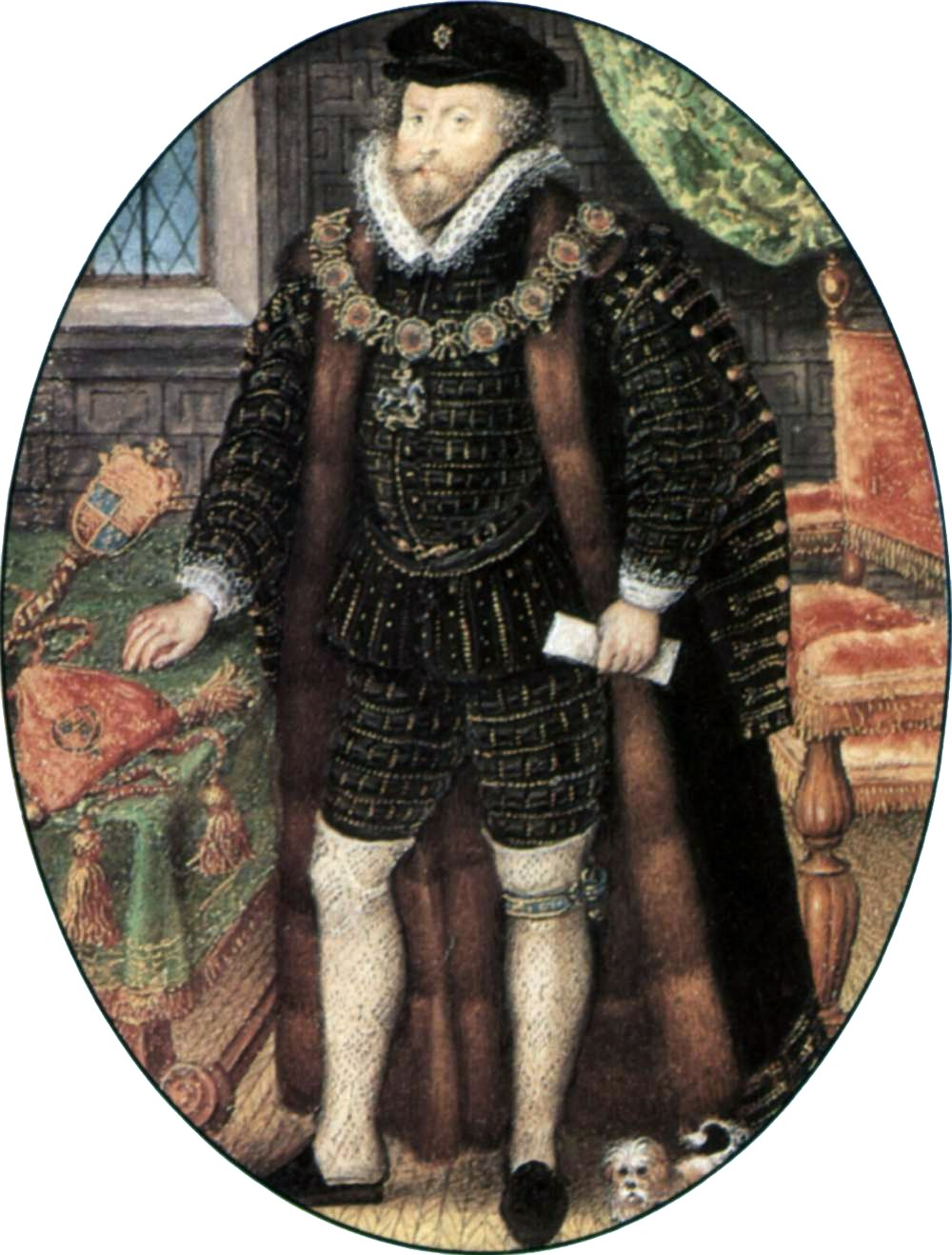
Portret Christophera Hattona pędzla Nicholasa Hilliarda

Christopher Hatton (ur. 1540 w Holdenby, Northamptonshire, zm. 20 listopada 1591 w Londynie) – angielski polityk, prawnik, lord kanclerz Anglii.
W roku 1586 był członkiem trybunału, który sądził Anthony’ego Babingtona. Zasiadał też w komisji, która uznała Marię Stuart, królową Szkocji za winną zdrady.
Hatton był kawalerem Orderu Podwiązki oraz kanclerzem Uniwersytetu w Oksfordzie. Był także przyjacielem królowej Elżbiety I Otrzymywał od niej hojne podarunki. Istnieją, niepotwierdzone jak dotąd, przypuszczenia, iż mógł być jej kochankiem.